# 香港公共屋邨
香港公共屋邨（簡稱公屋）是香港公共房屋最常見的類別，由政府或志願團體興建，出租予低收入市民。現時香港提供出租公營房屋的機構有三個，分別是香港房屋委員會（房委會）、香港房屋協會（房協）及香港平民屋宇有限公司。          
在2022年12月31日，香港約有三分之一居民（即逾224萬人）居住於香港各公共屋邨的出租單位，包括房委會85萬個 、房協12萬個、以及在香港平民屋宇有限公司大坑西邨逾1,600個的單位。

## 歷史
香港公共屋邨發展源自1953年12月石硤尾木屋區發生的一場大火，香港政府為安頓災民，開始興建簡單實用而租金廉宜的徙置大廈，標誌著香港公共屋邨的誕生。
香港很早已有為低收入居民設置出租房屋，初期多由志願團體提供，例如於1948年成立的香港房屋協會及於1950年成立的香港模範屋宇會，香港政府只是提供土地。直到1954年，政府才開始大量興建徙置區。於1960年代，香港屋宇建設委員會（屋建會）推出廉租屋邨。1973年，為了配合十年建屋計劃，房委會成立並且取代屋建會，徙置事務處及市政事務署轄下的屋宇建設科則重組成為房屋署。香港房屋委員會接收了所有徙置大廈、10個屋建會廉租屋邨和17個政府廉租屋邨，合稱為公共屋邨，由房屋署統一負責管理及規劃。
到1980年代起，隨着社會進步，房委會於大部份公共屋邨設有多個民生設施，例如購物商場、街市、停車場、主題式花園和提供多項康樂及兒童遊樂設施，供居民作休憩之用；著名的例子包括彩雲（一）邨、美林邨、蝴蝶邨、新翠邨及樂華（北）邨等。由1987年開始，凡在出租公屋住滿10年的住戶，如家庭總收入超逾資助入息限額，須繳交雙倍租金，另加差餉。
1990年代開始，公屋需求大增，房委會開始提高建築密度並減少公共休憩設施面積；1997年推出的八萬五計劃為求提供最多的單位，用盡地積比率，更使建築密度進一步上升，邨内休憩空間所剩無幾。此現象特別可見於天水圍北的各屋邨，如天悅邨、天逸邨、天華邨等，直至2000年代初八萬五計劃失敗，公共休憩設施面積才得以逐漸增加。
近年，因應非標準設計大廈面世，房委會在規劃屋邨時亦會將康體及兒童遊樂設施甚至花園及屋邨廣場等休憩設施與住宅大廈一同因應地盤微氣候等數據而作出適當的設計，使新落成的屋邨的環境較以往更佳。

### 里程碑
- 1952年：香港首個公共屋邨上李屋邨落成入伙
- 1954年：徙置區
- 1958年：廉租屋邨
- 1961年：香港平民屋宇有限公司興建的大坑西邨落成入伙
- 1962年：政府廉租屋
- 1973年：十年建屋計劃
- 1987年：長遠房屋策略
- 1998年：香港長遠房屋策略白皮書
- 2002年：公營房屋架構檢討及有關房屋政策的聲明
- 2014年：長遠房屋策略公眾諮詢報告

## 部分公共屋邨設計作品所獲的建築設計奬項
彩虹邨於1965年榮獲香港建築師學會銀獎
美林邨第一期於1982年榮獲香港建築師學會年會優異獎，以及第二期的美林室內運動場更於1987年獲得香港建築師學會年獎銀牌獎
恆安邨商場及中央花園獲得1989年香港建築師學會優異獎
廣源邨商場獲得1992年香港建築師學會優異奬
茵怡花園獲得1998年香港建築師學會銀牌獎
秀茂坪商場獲得香港建築師學會頒發的2001年城市設計獎，以及獲得香港工程師學會及英國結構工程師學會聯合頒發的「卓越結構嘉許獎」

## 房屋委員會為公共屋邨項目試行環保措施
2009年，房屋委員會試行以環境保護物料──礦渣微粉，局部代替水泥作為樓宇外牆，比起前者可以減低9成的碳排放量、節省成本及減少牆身裂紋的情況。2012年開始，房屋署決定全面採用，並且率先於12座新公共屋邨項目採用環境保護物料以興建大廈外牆，當中沙田水泉澳邨將會成為首座全面使用上述物料的公共屋邨；每興建一單位可以減少250公斤的碳排放量及節省40港元成本；以每年興建15,000單位計算，全年可以減少高達3,700噸的碳排放量，以及節省600,000港元成本。環境保護物料比一般石屎的受力及抗腐蝕能力高，亦有助於改善石屎剝落的情況。此外，2014年起，公共屋邨將會陸續廣泛採用LED燈，以減少耗電量。
全香港142座公共屋邨的公用地方安裝了約百萬支電燈，每年總耗電量逾億度，對財政及環境均造成負擔。房屋委員會為了推動節約能源減少碳排放量，於2012年4月斥資逾2億6千萬港元，逐步更換較為節省電力的電子鎮流器，耗電量將會大減3成，預計每年可以節省3千3百萬港元的電力耗資費用，減少碳排放量相當於種植百萬棵樹木。整項工程預計於2015年9月前完成。
為了加強節約能源，並且減少耗電量及碳排放量，運輸及房屋局引入多項環境保護措施，包括引進兩級光度照明控制、LED燈凸面照明器及太陽能光伏板等，相關大廈因而每年節省24萬度電力，加上配合其他措施，總節省的公用設施耗電量達53%。

## 申請出租公屋要求及備註
以下列出的申請出租公屋要求及備註等、主要適用於香港房屋委員會（房委會）轄下出租公共房屋：
- 申請人必須年滿18歲，及擁有香港入境權。
- 收入不得超過政府制定之「最高入息及總資產淨值限」（視申請人的家庭人數而定）[10]，一旦超出「最高入息及總資產淨值限」的中產或富裕家庭，房委會將視作富戶處理，或會調高其租金，房屋委員會要求所有出租公屋申請人及住戶，必須如實申報收入及資產，若發現是蓄意虛報或明知而作出虛假陳述，會遭檢控，最高刑罰是罰款港幣五萬元及監禁六個月。
- 申請表格可到各區公共屋邨辦事處索取，交出後需要3至5個月內通知。
- 一般年齡越低，成功分配出租公屋的機會率就越低，等候時間也會相對較長。至於年齡超過60歲的獨居長者可以以「高齡單身人士」而獲得優先配位
- 房屋署承諾年滿60歲的申請人可以在三年內獲得上樓的機會，而且長者亦可優先獲分配市區的出租公屋單位
- 所有公共房屋單位皆不准養狗，除非該單位所有居住成員均年滿60歲，則可在單位內飼養狗隻而無須向房屋署申請批准。
- 租金一般會佔該出租公屋住戶每月收入約10個百分比，租金亦包括該屋邨之管理費，無須補地價
- 根據政府最新定立之「屋邨管理扣分制」，如住客入住出租公屋後有多次高空擲物或私自養寵物等的記錄，會因應情況而扣分。如被扣盡分數，房屋署會按照房屋條例賦予權力，要求租戶遷出，但只要所有租住成員已經年滿60歲，該單位即豁免受屋邨管理扣分制約束，不會因為違反規定而被扣分或被要求遷出[11]。
- 另外，香港房屋委員會設有特快公屋編配計劃，每年年中均會開設特快公屋編配計劃，推出部份較爲不受歡迎的出租公屋單位予輪候者選擇，縮短輪候時間，提早上樓[12]。
- 出租公屋設有分戶政策，為家庭成員之間不和或其他有體恤理由的住戶安排另一個出租公屋單位。例如，根據房屋署的指引，家庭暴力是其中一個常見的分戶理由，然而分戶安排會根據家庭成員年齡而作不同處理：年長家庭成員受虐，房屋署會盡快為年長家庭成員安排另一單位；年輕家庭成員如有份虐待年長家人，房屋署有權根據屋邨管理扣分制扣分，如相關年輕家庭成員被捕且情節嚴重(例如使受虐的年長家庭成員入院)，在未定罪的情況下房屋署有權即時終止年輕家庭成員的租住公屋戶籍。[13]

## 富戶政策
房委會在1987年起實施「公屋住戶資助政策」（俗稱「富戶政策」），向不再需要資助的住戶減少房屋資助，以鼓勵富戶遷出出租公屋單位，確保出租公屋資源合理分配。租住公屋的住戶（包括中轉房屋住戶）住滿十年或以上，便需要每兩年向房委會申報家庭入息。不申報的住戶須要繳交雙倍淨額租金/暫准證費另加差餉。而家庭入息超過指定的入息限額的住戶，便須按情況繳交倍半或雙倍淨額租金/暫准證費另加差餉。相關的入息限額會由房委會每年檢討一次。
根據「維護公屋資源的合理分配政策」，繳交雙倍租金的住戶須每兩年申報資產。不申報資產或資產超出限額的住戶，便須在一年的暫准居住期內遷出，期間須繳交相等於雙倍淨額租金另加差餉或市值租金(以較高者為準)的暫准證費。
2017年10月起，房委會進一步收緊富戶政策，租戶的每月入息上限定在入住出租公屋入息限額5倍，資產上限則定在入住出租公屋入息限額100倍，其中一項超標便要搬走；又或只要有一人持有本港的住宅物業，亦要搬走。不過，所有成員均年滿60歲或以上住戶，或全部成員均領取綜援，可獲豁免。若出租公屋居民收到房署的遷出通知書便須遷出，設1年寬限期，亦設有上訴機制。
在2010/11年度，租住公屋富戶約有2.3萬戶，佔租住公屋租戶3.5%。該年度在相關政策收回的單位有770個。
2023年5月，房委會通過建議，現時住滿十年才需要申報是否在本港擁有住宅物業，將收緊至每兩年一次，租戶須於置業後一個月內申報，否則有機會被終止租約。而須要遷出的租住公屋富戶，租戶暫准居住證由12個月收緊至4個月。建議同年10月起實施。
2025年1月，「守護大嶼聯盟」召集人謝世傑因涉詐騙罪被警方拘捕。據報道指謝在申請公屋及長者生活津貼時涉作出虛假的陳述，隱瞞真正的收入，虛報其入息低於有關申請的入息上限

## 房委會屋邨分類與命名

### 項目編號
所有由房委會興建的公共屋邨及相關公共設施，在興建時均會獲編配一個項目編號，規律如下：
- 項目編號依次由兩位字母區域號、兩位數字順序及兩位字母修飾詞作結
- 區號及項目編號舉例如下：
  - 「HK」代表香港島及鴨脷洲島（早期開展項目）例如：HK01為鴨脷洲邨、HK02為利東邨、HK03為興民邨、HK05為小西灣邨、HK12為馬坑邨及龍欣苑、HK14為田灣邨重建、HK16為興華邨第一期重建（HK分區，現再以區議會分區再進行細分）
  - 「ET」代表東區 例如：ET01為連翠邨、ET04為華廈邨翻新、ET06為漁灣邨漁進樓
  - 「KL」代表九龍（早期開展項目）例如：KL01為彩雲邨、KL13為彩輝邨、KL32為秀茂坪邨重建（不包括第10期秀潤樓）、KL34為油塘邨重建、KL48為石硤尾邨重建、KL77為油麗邨、KL85為海達邨 （KL分區，現再以區議會分區再進行細分）
  - 「KW」代表九龍西區 （已由區議會分區取代）例如KW01為長沙灣邨
  - 「KT」代表觀塘區 例如：KT04為安泰邨、KT10為鯉魚門邨鯉旺樓、KT16為秀茂坪邨10期秀潤樓、KT18為彩興苑、KT19為曉明街項目、KT24為彩福邨彩和樓
  - 「KC」代表九龍城區 例如：KC01為啓晴邨、KC02為冠德苑
  - 「WT」代表黃大仙區 例如：WT01為景泰苑、WT04為富山邨富暉樓、WT05為啟鑽苑
  - 「SP」代表深水埗區 例如：SP01為蘇屋邨重建第一及二期、SP14為白田邨重建、SP15為麗翠苑、SP16為凱德苑、SP17為凱樂苑、SP18為海盈邨
  - 「TW」代表荃灣區及葵青區（因為葵青區曾經屬於荃灣區）例如：TW34為石籬邨重建
  - 「KS」代表葵青區 例如：KS01為葵翠邨、KS21為尚文苑、KS24為荔景邨新樓
  - 「ST」代表沙田區 例如：ST39為美田邨美全樓、ST40為豐和邨、ST41為水泉澳邨、ST44為美柏苑、ST45為美盈苑、ST46為嘉順苑、ST50為彩禾苑、ST51為碩門邨二期
  - 「JB」代表將軍澳新市鎮（早期開展項目）
  - 「TK」代表將軍澳新市鎮（後期開展項目） 例如：TK08為彩明苑、TK09為健明邨、TK07為尚德邨尚美樓
  - 「SK」代表西貢區（包括將軍澳新市鎮）例如：SK04為雍明苑
  - 「TP」代表大埔區 例如：TP09為寶鄉邨、TP10為富蝶邨一期、TP13為富蝶邨二期
  - 「FL」代表北區粉嶺及上水新市鎮（早期開展項目）
  - 「NR」代表北區 例如：NR01為祥龍圍邨、NR02為寶石湖邨、NR03為暉明邨、NR08為皇后山邨、NR10為山麗苑
  - 「YL」代表元朗區 例如：YL01為水邊圍邨、YL09為朗晴邨、YL39為洪福邨、YL40為朗善邨、YL44為宏富苑、YL45為屏欣苑
  - 「TM」代表屯門區 例如：TM21為欣田邨、TM24為龍逸邨
  - 「RH」代表鄉村式發展出租公屋（包括離島區出租公屋）（早期開展項目）例如：RH01為長貴邨、RH02為銀灣邨、RH03為龍田邨二期
  - 「IS」代表離島區（東涌新市鎮發展之後，離島區已改用IS為代碼）例如：IS01為富東邨、IS02為逸東（一）邨、IS03為逸東（二）邨、IS10為迎東邨、IS12為銀蔚苑、IS14為滿東邨、IS15為銀河苑、IS16為裕泰苑

- 修飾詞如下：
  - 不分期新建及非「整體重建計劃」重建項目編號結尾不會有修飾詞
  - 分期興建的新建項目以「N+一位代號」作結
  - 屬於整體重建計劃下興建的項目，一律以「R+一位代號」作結；自牛頭角下邨貴華樓落成後，不會再編配此類項目編號
    - 代建的新公共設施以「N」作結（如：NN）
    - 租住公屋以「R」作結（如：RR）
    - 居屋以「H」作結（如：NH）
- 一個編號可以對應屬於同一項目的不同屋邨，相反亦然

例子1 - 油塘邨的項目編號「KL34RR」，代表是九龍第34個房委會項目，並按整體重建計劃興建；此編號在更改修飾詞為「RH」後，亦同時對應同一項目內的油美苑及油翠苑。另外大本型商場也是共用KL34作項目編號。
例子2 - 油麗邨 第七期的項目編號為「KL77/7」，代表是九龍第77個房委會項目，的第七期，現為信麗樓。
此項目編號系統同時適用於居屋及綠置居屋苑。

### 命名規律
早期的公共屋邨樓宇等命名重視意頭和歸屬感。

#### 香港島
- 柴灣/柴灣峽出租公屋主要是以「興」、「華」、「翠」、「灣」字命名，例如興華邨、興民邨、峰華邨、華廈邨、翠樂邨、環翠邨、連翠邨、漁灣邨、翠灣邨及柴灣邨。
- 筲箕灣/西灣河出租公屋是以「東」命名，例如耀東邨、興東邨、愛東邨、康東邨。
- 薄扶林出租公屋主要是以「華」字命名，例如華富邨、華貴邨。

#### 東九龍
- 牛池灣/平山/佐敦谷出租公屋主要是以「彩」字命名，例如彩虹邨、彩雲邨、彩輝邨、彩霞邨、彩盈邨、彩德邨和彩福邨。
- 藍田出租公屋是以「田」字命名，例如藍田邨、安田邨、啟田邨、平田邨、廣田邨、德田邨和興田邨。
- 油塘出租公屋主要是以「油」字命名，例如油麗邨、油塘邨。 而位於高超道的高怡邨及高翔苑則以「高」字命名。
- 四順出租公屋是以「順」字命名，包括順利邨、順天邨、順安邨。安達臣道出租公屋是以「安」字命名，包括安達邨及安泰邨。
- 慈雲山出租公屋是以「慈」字命名，包括慈樂邨、慈正邨、慈民邨、慈康邨。

#### 西九龍
- 深水埗部份出租公屋是以「麗」字命名，包括麗閣邨、麗安邨及麗翠苑。
- 深水埗南一帶的出租公屋是以「昌」字命名，包括富昌邨、南昌邨及榮昌邨。
- 而位於西九龍填海區的出租公屋，則以「海」字命名，包括海麗邨、海盈邨、海達邨及海富苑。

#### 葵涌
- 葵涌出租公屋是以「葵」字命名，包括葵芳邨、葵翠邨、葵涌邨、葵興邨、葵盛東邨、葵盛西邨和葵聯邨。
- 上葵涌石梨貝出租公屋是以「石」和「蔭」字命名，包括石蔭邨、石蔭東邨、安蔭邨及石籬邨。荔景山及荔枝角出租公屋則以「荔」或「麗」字命名，包括荔景邨、麗瑤邨、華荔邨。

#### 青衣
除青衣邨及青逸軒外，青衣其他出租公屋是以「長」字命名，例如長青邨、長康邨、長安邨、長發邨、長亨邨及長宏邨。

#### 沙田/馬鞍山
- 沙田部份出租公屋取名自附近的地名、雅稱或古稱，例如瀝源邨取自沙田本名「瀝源」、禾輋邨取自上下禾輋、顯徑邨取自附近的顯田村及徑口村、博康邨取自本名作壆坑，但「壆」字生僻，最終改以諧音「博康」命名等等。
- 另外沙田第4區香粉寮出租公屋是以「美」字命名（取自該處的舊地名「梅里」的首字諧音），包括美林邨及美田邨。
- 馬鞍山出租公屋全是以「安」字命名，例如恆安邨、耀安邨、頌安邨、利安邨及欣安邨。

#### 大埔
大埔部份出租公屋以「富」來命名，包括富善邨、富亨邨及富蝶邨。

#### 北區
除太平邨外，北區其他出租公屋取名自附近的地名、雅稱或古稱，例如華明邨取自畫眉山、嘉福邨取自附近的雞嶺的諧音及百福村、祥龍圍邨取自附近的丙崗村本名「祥龍圍」、祥華邨原擬作黃崗山邨， 但但為免讓部份人聯想到與1911年廣州起義（俗稱黃花崗起義）及黃花崗七十二烈士陵園的關係，最終改以「藏霞精舍」的諧音命名等等。

#### 將軍澳
- 將軍澳出租公屋分別是以「林」（第一階段）、「德」（第二階段）、「明」（第三階段，最初只用作命名將軍澳居屋，但因健明苑轉作出租公屋改名為健明邨而開始使用）來命名。
- 「林」的屋邨有寶林邨、翠林邨、景林邨；「德」的屋邨有厚德邨、明德邨、尚德邨；「明」的屋邨有健明邨、善明邨、怡明邨。

#### 東涌
東涌出租公屋以「東」來命名，包括逸東邨、富東邨、迎東邨及滿東邨。

#### 屯門
屯門多數出租公屋以「田」和「景」來命名，包括寶田邨、欣田邨、菁田邨、山景邨、良景邨、田景邨及湖景邨。

#### 元朗
除水邊圍邨外，元朗出租公屋以「朗」來命名，包括朗屏邨、朗晴邨及朗善邨。

#### 天水圍
除俊宏軒外，天水圍出租公屋以「天」來命名，包括天恆邨、天恩邨、天悅邨、天晴邨、天華邨、天逸邨、天瑞邨、天慈邨、天澤邨及天耀邨。

## 房委會樓宇設計類型
公共屋邨樓宇設計類型可大致概括如下：
- 第1代公屋類型（1970-1984年）：雙塔式大廈、舊長型大廈（23平方米早期設計、27平方米）、大十字型（原政府廉租屋邨標準，每層48室單位設計僅大興邨和順安邨獨有）、工字型大廈（第一及第二代）、I型大廈（原屋宇建設委員會標準）、梯級型大廈（蝴蝶邨獨有）、舊十字型大廈
- 第2代公屋類型（1984-1992年）：舊長型大廈（23平方米後期設計）、新長型大廈、工字型大廈（第三代）、Y型大廈（Y1型、Y2型、Y3型、Y4型）、相連長型大廈、新十字型大廈（1987年版本，多數於同期居屋項目採用）
- 第3代公屋類型（1992-2003年）：和諧式大廈（和諧一至三型、鄉村式大廈、和諧式小型單位大廈、單方向設計大廈、和諧式附翼大廈）、康和型大廈、新十字型大廈（1999年改良版本）、多層中轉房屋
- 第4代公屋類型（2003-2012年）：新和諧式大廈（新和諧一型、新和諧附翼大廈、新和諧式小型單位大廈）、非標準設計大廈（非構件式單位設計、非構件式連同小單位設計）、靈活性大廈（類似彈性十字型, 石排灣邨獨有）
- 第5代公屋類型（2012年至目前）：非標準設計大廈（構件式單位設計）

康和一型、新十字型及部份和諧一型大廈原本是為居屋計劃而設計，但有部份項目（尤其是居屋第二十三期乙）因政府決定停售居屋而改為公共屋邨出租。
而舊十字型大廈本來是為出租公共房屋而設計，不過因居屋計劃反應熱烈才決定將絕大部份樓宇轉作居屋發售，祇有類似居屋版本的新田圍邨裕圍樓樓宇是維持出租之用。
公共屋邨樓宇類型總表（註：因類型眾多，恕未列出所有）：
| 樓宇類型       | 英文名稱                    | 例子 | 特色 | 圖片                   |
| -------------- | --------------------------- | --- | --- | ---------------------- |
| 舊長型         | Slab                        | 南山邨、石硤尾邨、樂富邨、荔景邨、西環邨、葵盛西邨、模範邨 | 1973年，屋宇建設委員會重組為房委會後，接收了17個政府廉租屋、屋建會的10個廉租屋邨和所有徙置大廈，這些屋邨當中有無數種不同的設計，為方便管理，房委會將其中長條狀的大廈統稱為「長型大廈」。此等大廈部份為單翼，部份則為90°、135°或成一直線的雙翼。 | 荔景邨                 |
| 大十字型       | Cruciform                   | 大興邨及順安邨 | 大堂極爲闊落，下闊上窄，低層採光面積較大，單位面積隨樓層高度遞減。 | 大興邨                 |
| 雙塔式         | Twin Tower                  | 華富邨、愛民邨、彩雲邨、竹園南邨、秀茂坪邨秀明樓、順利邨、順天邨、長青邨、麗瑤邨、象山邨秀山樓、樂山樓、湖景邨、友愛邨、廣福邨、隆亨邨、新翠邨及禾輋邨 | 高低兩塔相連，高座約24至28層高，低座約21層高。各單位皆設有露台，大廈中央設有一個巨大天井。 | 順利邨                 |
| 工字型         | H Block                     | 彩雲邨、大元邨、禾輋邨、水邊圍邨、東頭(二)邨及黃大仙下邨 | 樓高26至28層，升降機大堂設於大廈正中，即「工」字的中間的一筆。大廈設三部升降機，三部各服務不同的層數，多數安排為每三層一停。兩條樓梯設於升降機後，樓梯為重疊設計，兩樓梯設於同一位置。 | 黃大仙下邨             |
| I型            | I Block                     | 澤安邨麗澤樓、麗閣邨、順天邨天璣樓、天瑤樓、啟業邨、石圍角邨石桃樓、新田圍邨及美林邨美楓樓 | 共分為三翼，在樓宇中央長走廊兩端加上成直角排列的附翼。 | 美林邨美楓樓           |
| 新長型         | New Slab                    | 德田邨德敬樓、德禮樓、恆安邨恆江樓、耀安邨耀和樓、翠林邨安林樓、康林樓、葵芳邨葵仁樓 | 改良自舊長型大廈，大廈約19至22層高，可為單翼或雙翼設計，普遍僅提供一種面積的單位，但部份大廈亦有設相連大單位及劏房，絕大多數均與Y型大廈一同興建。 | 葵芳邨葵仁樓           |
| 相連長型       | Linear                      | 大坑東邨、南昌邨、李鄭屋邨、橫頭磡邨、樂富邨樂東樓、東頭邨、黃大仙下邨、翠屏(北)邨、翠屏(南)邨翠櫻樓、太平邨、葵盛東邨盛豐樓、盛喜樓、石籬邨石興樓、大窩口邨、葵芳邨、葵興邨、長安邨安潤樓、安清樓及小西灣邨 | 外觀長而窄，加上設計較靈活，亦能夠隨意修改樓宇高度，所以這個樓宇設計經常使用於徙置大廈的重建工程、面積較細的地盤及受高度限制的地盤。 | 橫頭磡邨               |
| 梯級型         | Ziggurat                    | 蝴蝶邨 | 為長型大廈的一種，呈Y形，共有三隻翼，其中兩翼之高度由中央至邊緣遞減。單位面積則全部一樣。 | 蝴蝶邨                 |
| Y1型           | Trident 1                   | 利東邨東茂樓、東興樓、樂華邨、美林邨美槐樓、富善邨善群樓、善鄰樓、長康邨康祥樓、康順樓及山景邨 | 每層36個單位，窗花大多是欄柵式，亦有小部份樓宇採鐵窗設計。 | 利東邨東茂樓           |
| Y2型           | Trident 2                   | 利東邨、翠屏(北)邨翠榕樓、博康邨、顯徑邨、富善邨、廣福邨、祥華邨、天平邨、寶林邨、翠林邨、長康邨康豐樓、康美樓、青衣邨宜居樓、宜業樓、山景邨及朗屏邨 | 首款引入一屋多房概念的租住公屋設計，特徵是在頂部每隻翼有一個很大的圓形，每層24個單位。 | 顯徑邨                 |
| Y3型           | Trident 3                   | 竹園(北)邨、鳳德邨、興田邨、彩霞邨彩星樓、德田邨、恆安邨、耀安邨、顯徑邨顯祐樓、廣源邨廣楊樓、廣棉樓、太和邨、富亨邨、運頭塘邨、天平邨天美樓、天喜樓、華明邨、景林邨、青衣邨宜逸樓、長安邨、長發邨敬發樓、長亨邨亨麗樓、田景邨田裕樓、田敦樓、良景邨、天耀邨                                                                                        | 較顯著的特點是樓宇內半開放式設計的電梯大堂是每3層上下貫通，上層電梯大堂可以向下望見低層的電梯大堂，翼尾設有三角形窗台，每層24-31個單位。 | 恆安邨                 |
| Y4型           | Trident 4                   | 翠灣邨、小西灣邨、峰華邨曉峰樓、秀峰樓、華貴邨 、李鄭屋邨孝廉樓、孝慈樓、鳳德邨雪鳳樓、東頭邨振東樓、貴東樓、黃大仙下邨、翠屏(南)邨翠桐樓、翠松樓、彩霞邨彩日樓、彩月樓、德田邨德義樓、德樂樓、耀安邨、顯徑邨、廣源邨、富亨邨、天平邨天朗樓、華明邨、景林邨、青衣邨宜偉樓、長亨邨、田景邨田翠樓、建生邨、良景邨良傑樓、良英樓及天耀邨耀興樓、耀康樓 | 圍繞樓宇一圈地數數，Y4型會數到一共有4隻翼，中間有一隻橫向的翼，而橫向翼的兩端及背面的中心點再接上了另外三雙翼，每層18-25個單位。 | 峰華邨                 |
| 和諧一型       | Harmony 1                   | 厚德邨、梨木樹邨、天瑞邨、天悅邨、秀茂坪邨 | 外型呈十字型，每層16至20個單位。此等樓宇一般高38層（不計地面層），較新版本高41層。 | 天瑞邨                 |
| 和諧1A型       | Harmony 1A                  | 麗安邨、樂富邨、白田邨潤田樓 | 因遷就啟德機場高度限制的地盤，以和諧一型作藍本，當中取消兩部升降機，原位置改為垃圾房及電錶房，天台水箱較爲扁平。 | 麗安邨                 |
| 和諧二型       | Harmony 2                   | 長亨邨亨怡樓、秀茂坪邨秀康樓、秀樂樓、天瑞邨瑞国樓、瑞财樓、瑞辉樓、瑞豐樓、天耀邨耀豐樓 | 外型呈Y字型，每層18-21個單位。電梯大堂採用半開放式設計，每3層的電梯大堂上下貫通，上層電梯大堂可以向下望見低層的電梯大堂。 | 長亨邨亨怡樓           |
| 和諧三型       | Harmony 3                   | 廣田邨廣靖樓、紅磡邨紅暉樓、黃大仙下邨龍昌樓、秀茂坪邨秀富樓、秀安樓 | 呈T字型，因設計靈活及佔地較少，因此廣泛用於1990年代中期至2000年代初的重建地盤及地盤面積狹小的項目，每層16至18個單位，其中一隻短翼可以因應地盤大小而縮短，樓宇高度亦可以因應地盤限高而修改。 | 紅磡邨紅暉樓           |
| 小型單位大廈   | Small Households            | 頌安邨頌平樓、愛東邨愛寶樓、幸福邨福明樓 | 設有標準的單位設計，但大廈沒有固定的設計（不過房委會亦有列出其中八款設計），後期落成的大廈偏向採用附翼大廈及和諧式的單位單元來興建大廈，多數大廈均設有少量家庭式單位以照應大量年老住戶。單位及大廈設計會根據地盤特性而決定。 | 幸福邨福明樓           |
| 單方向設計大廈 | Single Aspect Building      | 富泰邨君泰樓、黃大仙上邨昭善樓、秀茂坪邨秀暉樓、葵芳邨葵愛樓 | 為避開噪音來源，面向噪音一方不設單位，只設走廊。大廈可採用和諧式單位、附翼大廈單位或小型單位設計單位。大廈沒有固定設計，會根據地盤特性而設計，亦可對標準單位的設計作出少量修改以迎合大廈設計。 | 黃大仙上邨昭善樓       |
| 和諧式鄉村型   | Harmony Rural               | 馬坑邨、金坪邨、雅寧苑 | 大廈外型因地盤環境而不同，樓高與附近環境配合，只高4至10層不等。第一型設計為十字長型，其中相連的兩翼短翼為單向設計；第二型設計放棄其中兩翼為單向的設計，在原有的十字造型基礎上連接1－2個L形的翼，外形類似於兩個相連的S形；第三型設計則類似十字長型連家庭式單位附翼，附翼可以因應地盤特性而選擇相連於兩隻設有1B單位的翼尾之一。                                                                                                  | 金坪邨（圖左）         |
| 康和一型       | Concord 1                   | 天恒邨、富泰邨、逸東邨 | 呈十字型，每翼2個單位，每層8個單位，樓高41層。此大廈類型原為居屋計劃而設計，後因提高公屋供應而改作租住公屋出租。所有單位設有梗房，三房單位更設有主人套房連套廁，因此租金較高。 | 天恒邨恒麗樓、恒滿樓   |
| 新十字型       | New Cruciform               | 天逸邨、海麗邨、禾輋邨景和樓 | 一般樓高35至41層，提供兩房兩廳，三房兩廳及三房兩廳（連儲物室）單位。其中一對翼比另一對為長，較長的翼共有3個單位，而短翼則共有2個單位，一層合共有10個單位。禾輋邨景和樓的新十字型大廈的外型呈「T」字型，每層的單位數目只有6個，長翼擁有4個2房單位，短的翼擁有2個3房單位。所有單位設有梗房，翼尾三房連儲物室單位更為三面單邊環窗。此大廈類型原為居屋計劃而設計，後因提高租住公屋供應及停建居屋而改作租住公屋出租，因此租金較高。 | 禾輋邨景和樓           |
| 靈活性大廈     | Flexibility Block           | 石排灣邨碧蔚及碧綠樓 | 大致以彈性十字型及新和諧一型為藍本，以便租住公屋與居屋之間可予互換（但此等設計最後僅用於石排灣邨原訂作為居屋的座別，並因停售居屋而未能推廣至其他屋苑）。樓高40層，每層有10個單位，間隔主要為兩房兩廳單位及三房兩廳設計。 | 石排灣邨（最右邊兩幢） |
| 鄉村式         | Rural                       | 龍田邨、銀灣邨 | 各翼不同高度，只有3至11層高不等。 第一代為長形設計， 後來出現了V形、W形設計，並改用類似Y3型中房的單位設計，部份大廈更設有可間三房的大單位。 | 龍田邨天寧樓           |
| 多層中轉房屋   | Vertical Interim Housing    | 寶田邨、天恩邨 | 呈十字型，每翼9個單位。由於此款大廈原設計作中轉房屋之用，後來才改作租住公屋出租，因此與其他租住公屋單位相比面積較細小，而且廁所異常狹窄，因此很多租住公屋申請人不會優先考慮入住。 | 寶田邨                 |
| 非標準設計大廈 | Non-Standard Domestic Block | 牛頭角下邨、石硤尾邨、彩福邨 | 按個別地盤的特點而採用非標準化的設計，如地盤的地理環境、地區特色及居民需要等多項因素。有標準的單位設計，但可因應地盤特性而作出修改。樓宇設計方面，則以層數及退台式的大廈設計以配合鄰近的樓宇風格及地勢，或以屋邨廣場或開揚的空間設計，以凸顯地區的特色景物。此外，由於此款大廈的租住公屋及居屋版本單位設計相若，因此亦方便每年（2018年起）撥出部份指定在建屋邨於綠表置居計劃改作居屋出售。                                     | 石硤尾邨               |

## 攝影風潮
不少熱愛攝影的人仕都喜歡拍攝公共屋邨的外貌特色，及後慢慢演變成以公共屋邨作背景，拍攝人像硬照或影片。當中較為人知曉的有石硤尾南山邨、彩虹邨、觀塘樂華南邨、觀塘坪石邨等等。亦有熱愛攝影的人仕於社交網站開設專頁以分享屋邨的美。
2018年，從讀書時期開始走遍香港二百多個屋邨，並拍下了二十萬張照片的梁瑋鑫以一張拍攝沙田乙明邨最為特色的「外露式樓梯」獲得國家地理會德豐青年攝影大賽「香港地」組別佳作獎，再次把屋邨的美帶到國際。

## 藝術計劃
因社交平台Instagram熱潮，令不少外國遊客都會專程到屋邨拍照。日本藝術家藤原力曾經於橫濱、城崎、馬尼拉、安山與杜塞道夫等城市展開城市探險計畫（ENGEKI QUEST），而今次來到香港，到彩虹邨創作一本冒險遊戲書，參與者可以自行「探險」，尋找當中的細節。

## 重大事件／醜聞
儘管香港公營房屋發展多年，並為廣大市民提供廉宜合理的家、甚至以助安居樂業之餘，亦因為富具特色，吸引了許多外國遊客等人仕研究香港的公營房屋、聞名國際；但同時亦發生了為數不少的醜聞及意外等，部份醜聞甚至曾經引起香港或國際社會關注與震驚。以下列出部份事件：

### 26座問題公屋醜聞
1985年，577座香港公共屋邨被揭發存在結構問題，其中26座因為結構遠低於安全標準而有即時倒塌危險，需要盡快拆卸重建。由於事態嚴重，廉政公署就問題公屋事件著手調查是否有人在興建這些公屋時涉及貪污舞弊。

### 屯門色魔事件 引致公屋入口大堂加裝保安用途的電子門
1992至1993年間曾經所發生全港轟動的屯門色魔事件，引起當時區內居民大為恐慌，有街坊亦曾經自行組織互助小組，護送女士歸家。到1998年，房署為加強大廈保安，將1970年代起落成的租住公屋提升為只在電梯設閉路電視的「乙級保安」，後期逐步提升至「甲級保安」即入口大堂都會加設密碼鎖保安用途的電子門和24小時有護衛員看守，而Y型及和諧式大廈更於1998年起直接使用「甲級保安」系統，而每座大廈地下走廊走火樓梯出口，安裝向外推防盜門。

### 公屋電子門磁石鎖鬆脫傷人
2003年1月，深水埗富昌邨及黃大仙竹園南邨發生電門磁石鎖鬆脫，擊傷居民的意外後，房署完成全港4,831扇屋邨電門檢查，發現251扇門需要進行維修，佔總數百分之五。 

### 公共屋邨食水含鉛超標事件
2015年7月起，香港部份公共屋邨及居屋被揭發食水含重金屬量嚴重超標的事件。其中啟晴邨、牛頭角下邨第一期、水泉澳邨、榮昌邨樣本含鉛量，超出世衛標準。特首宣布針對事件，成立獨立調查委員會，並抽驗了45條2005年後落成的公共屋邨，共3806個水樣辦，以及138條2005年前落成的屋邨共2639個水樣辦。到2016年3月，4個承建商開始為11個受食水含鉛超標影響的租住公屋屋邨，更換在公用地方不合規格的喉管。

### 無障礙設施不足
房屋署現時未有為租住公屋的聾人或弱聽住戶加裝火警閃燈，有住戶主動申請亦被拒絕，工黨及一群聾人於2017年12月到平等機會委員會投訴房屋署違反《殘疾歧視條例》。工黨主席郭永健指出，聾人不應因為先天障礙而被剝奪基本生存權利，他批評房屋署作風官僚，不應以資源為由拒絕聾人或弱聽住戶申請火警閃燈。聾人機構「龍耳」創辦人邵日贊估計，至少一千戶的租住公屋有聾人，過往曾經多次向房屋署反映要求加裝火警閃燈裝置，但當局推說沒有這政策，他認為房屋署現在才研究，進度太慢。

## 相關
- 電氣化火車
- 修正早期系統